# E yo mamma
E yo mamma è un singolo del cantante italiano Coez, pubblicato il 28 aprile 2017 come quarto estratto dal quarto album in studio Faccio un casino.

## Descrizione
Quarta traccia dell'album, il brano è una dedica da parte del rapper verso la propria madre. La composizione della musica non è stata realizzata dal solo Coez, bensì anche da Stefano Ceri.

## Tracce
Testi di Silvano Albanese, musiche di Silvano Albanese e Stefano Ceri.
1. E yo mamma – 3:21

## Formazione
- Coez – voce, produzione
- Ceri – produzione
- Niccolò Contessa – produzione aggiuntiva
- Sine – produzione aggiuntiva
- Patrick Benifei – wurlitzer

## Classifiche
| Classifica (2017) | Posizione massima |
| ----------------- | ----------------- |
| Italia            | 40                |